# شنون استرجس
شنون استرجس (انگلیسی: Shannon Sturges؛ زادهٔ ۳ ژانویهٔ ۱۹۶۸) یک هنرپیشه اهل ایالات متحده آمریکا است. وی از سال ۱۹۹۰ میلادی تاکنون مشغول فعالیت بوده‌است.